# Declaração de Boulogne
A Declaração de Bolonha (Bulonja Deklaracio) é um documento escrito por L. L. Zamenhof e endossado pelos participantes do primeiro Congresso Universal de Esperanto, realizado na cidade francesa de Bolonha-sobre-o-Mar, em 1905.

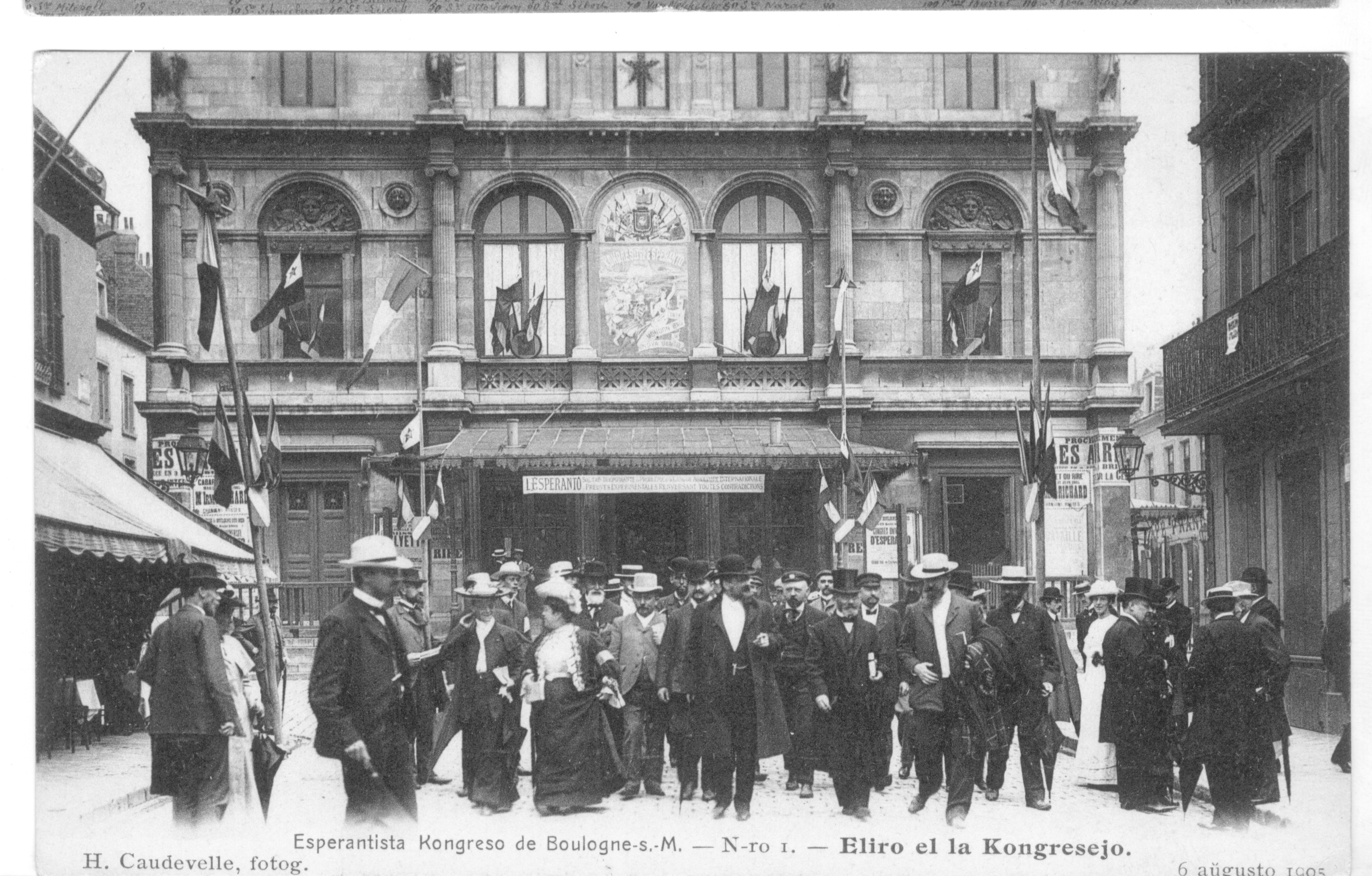
O primeiro Congresso Universal de Esperanto, em 1905, onde foi assinada a Declaração de Bolonha

A Declaração, que contém cinco parágrafos, definiu o Esperantismo como um movimento para promover o amplo uso do Esperanto como um complemento às línguas nacionais em contextos internacionais ou inter-étnicos, e não em substituição a elas. Também definiu a neutralidade política e religiosa da língua, e ressaltou que o Esperanto está em domínio público e pode ser usado de qualquer maneira, uma vez que o criador resignou quaisquer direitos a ela desde seu princípio. Foi definido o Fundamento de Esperanto como única base lingüística para os falantes da língua. Todos os esperantistas são recomendados a imitar o estilo contido no Fundamento, que é composto da primeira gramática, dicionário e textos de exemplo. Por fim, define esperantista como alguém que sabe e usa o Esperanto por qualquer propósito.
Foi assinada em 9 de agosto de 1905.